# Dipoena kuyuwini
Dipoena kuyuwini är en spindelart som beskrevs av Claude Lévi 1963. Dipoena kuyuwini ingår i släktet Dipoena och familjen klotspindlar. Inga underarter finns listade i Catalogue of Life.